# 貝雷日尼察亞 (羅夫諾州)
51°26′23″N 26°28′20″E / 51.43972°N 26.47222°E
別列日尼察亞（烏克蘭語：Бережниця），是烏克蘭西北部的村莊，隸屬里夫內州的薩爾內區。該村處於戈倫河左岸，面積1.5平方公里，海拔高度158米，2001年人口646。